# Geschiedenis van Oost-Europa

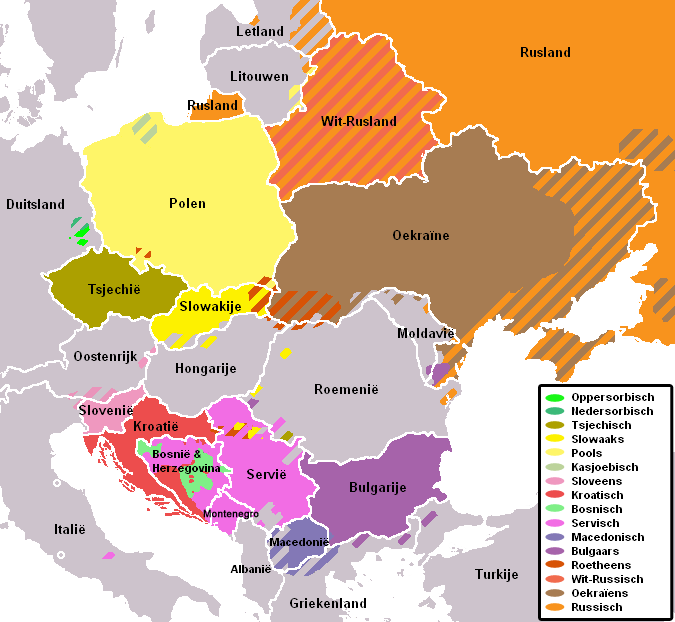

Dit is de gezamenlijke geschiedenis van Oost-Europa; Polen, Tsjechië, Litouwen, Slowakije, Hongarije, Roemenië, Oekraïne, Wit-Rusland en Moldavië.
De geschiedenis van Rusland is zo bepalend, dat die in een ander artikel wordt beschreven.

## Prehistorie
Vroege Slaven

## Romeinse Rijk

### Dacische Oorlogen
De aanwezigheid van goudmijnen in Dacië was een motief voor het conflict. Koning Decebalus van Dacië was de Romeinse provincie Moesia, ten zuiden van de Donau, binnengevallen. De Romeinse keizer Trajanus begon in 101 na Chr. een oorlog tegen de Daciërs. Na hevige weerstand werden deze in 106 na Chr. definitief verslagen. Ongeveer 150.000 gevangenen werden als slaven weggevoerd. De hoofdstad van de Daciërs, Sarmizegetusa, dat op 1100 m hoogte lag in de Karpaten, werd platgebrand. De Romeinse autoriteiten organiseerden vervolgens een massale kolonisatie van het gebied met immigranten uit Italië en de Romeinse provincies ten zuiden van de Donau, waardoor de Romanisering van het gebied werd bevorderd.
De Daciërs vermengden zich na de verovering met de kolonisten en namen de Latijnse taal over. Hun nakomelingen zouden eeuwenlang meestal worden aangeduid met de naam Walachen, die hun door de Slaven werd gegeven.

### Marcomannen
De Romeins-Parthische Oorlog (161-166) had een enorme troepenverplaatsing met zich meegebracht en een verzwakking van de defensie aan de Donaulimes. Dit maakte mogelijk dat de Marcomannen het Romeinse Rijk binnenvielen.

### Goten
De inval van de Goten viel samen met de Romeinse crisis van de 3e eeuw.

### Hunnen
In 370 staken de Hunnen, een verbond van nomadische stammen uit Centraal-Azië, de Wolga over, dit leidde tot de Grote Volksverhuizing. De Hunnen waren zeer bekwame krijgers, die zich snel konden verplaatsen, zonder specifiek doel, ze waren lucratief, vandaar de vele rooftochten, maar indien voor hen voordelig, konden ze worden omgekocht als huursoldaten.
Een man die gretig van hun diensten gebruik maakte, was magister militum Flavius Aëtius. Toen hij in 433 in ongenade was gevallen, zette hij met hen, keizerin Galla Placidia onder druk, om zijn positie terug te krijgen. Als tegenprestatie gaf hij hen de provincie Pannonië.
Iusta Grata Honoria, de zuster van keizer Valentinianus III, ook zij riep de hulp in van Attila de Hun, omdat hij haar geliefde had laten vermoorden. Na de dood van Attila in 453 viel zijn rijk uiteen. In de slag aan de Nadao in 454 werden de Hunnen in hun eigen Oost-Europese rijk door de in opstand gekomen Gepiden en Ostrogoten verslagen.

## Middeleeuwen

### Gepiden
Uit dankbaarheid liet de Oost-Romeinse keizer Marcianus, de Gepiden zich vestigen in de provincie Pannonië. In 537 veroveren ze de stad Sirmium, de voormalige hoofdplaats van de Prefectuur Illyricum, dit tot groot ongenoegen van keizer Justinianus I.
Een coalitie van Longobarden, Avaren en Byzantijnen onder aanvoering van magister militum Belisarius zullen het Gepiden Rijk vernietigen. In 567 doodde de Longobardische koning Alboin, de laatste Gepidische koning Cunimund en liet zijn schedel ombouwen tot een drinkbeker, die bekendstaat als een scala of een patera.

### Avaren
Het Avaarse Rijk was een kanaat dat gevormd werd door een confederatie van verschillende Turks-Euraziatische stammen uit het steppegebied van Centraal-Azië. Onder druk van de Göktürken trokken ze naar het westen. Nadat ze in 567, samen met de Lombarden, het rijk van de Gepiden in Transsylvanië hadden vernietigd, vestigden ze zich in de Pannonische vlakte.
In de 8ste eeuw zijn de Khans vadsig geworden en leefden ze van smeergeld. In 804 doofde het Avaarse Rijk uit en werd het onder Karel de Grote en de Bulgaarse khan Kroem verdeeld, met de Donau als grens.

### Slaven
Na de volksverhuizingen gingen de Slaven zich verspreiden over Centraal-, Oost- en Zuidoost-Europa. In 833 stichtten de Westelijke Slaven, het Groot-Moravische Rijk.

### Magyaren
Na de Slag bij Pressburg (907) viel het Groot-Moravische Rijk uiteen en stichtten de Magyaarse huurlingen het vorstendom Hongarije. Samen met de Saracenen en de Vikingen zullen zij gedurende de tiende eeuw Europa teisteren.
De Slag op het Lechveld, die plaatsvond bij het Zuid-Duitse Augsburg, maakte in 955 een eind aan meer dan een halve eeuw van Hongaarse strooptochten in Europa. Hier hadden vooral Duitsland en Noord-Italië last van, maar ook Frankrijk, Zuid-Italië en zelfs Spanje waren niet veilig voor de gevreesde bereden boogschutters.
Otto I bracht de Hongaren een zo grote nederlaag toe dat er volgens de legende niet meer dan zeven Hongaren van het slagveld terugkeerden. De nomadische Hongaren gingen zich vanaf dat moment aan hun Europese omgeving aanpassen.
Stefanus I van Hongarije werd tot koning gekroond op kerstdag van het jaar 1000, zo ontstond het Koninkrijk Hongarije.

### Polen
Polen ontstond op de samenkomst van het Byzantijnse Rijk en het nieuwe Heilige Roomse Rijk. Keizer Otto I versloeg de Magyaren en Keizer Nikephoros II Phokas met hulp van de Russen kon een groot deel van de Balkan heroveren en een einde maken aan het Rijk der Chazaren. Een belangrijk deel van de Joodse Chazaren vluchtte naar Polen.
Als Mieszko I in 966 zich bekeerde tot het katholieke geloof ontstond het vorstendom Polen. In 1025 werd hertog Bolesław I tot koning van Polen gekroond en begon het tijdperk voor Polen als koninkrijk.

### Mongoolse invasie
De eerste maal dat de Europeanen in aanraking kwamen met de Mongolen was de Slag aan de Kalka in 1223. De Mongolen hadden zonet het Kanaat van de Kara-Kitan veroverd en de Roesen werden verwittigd door de Koemanen voor het naderend onheil. Ondanks de waarschuwingen werd hun gezamenlijk leger totaal vernietigd en beide Khans vermoord. De Mongoolse generaals keerden terug naar hun leider Dzjengis Khan, een korte pauze voor de totale verovering.

### Gouden Horde
De staat werd in 1236 gesticht door Batu Khan, een kleinzoon van Dzjengis Khan en zoon van Jochi, en bleef tot het einde van de 15e eeuw bestaan.
Tussen 1237 en 1240 werd Rusland veroverd. Met de Slag bij Liegnitz (1241) veroverden de Mongolen, Polen en met de Slag bij Mohi bezorgden ze het Hongaarse leger een vernietigende nederlaag toe. In de daaropvolgende winter stak het de bevroren Donau over en werd de Hongaarse hoofdstad Boeda verwoest.
De naam Gouden Horde is afgeleid van de kleur van de tent (horde) van de kan

### Op zoek naar eenheid

#### Lodewijk de Grote
Lodewijk I van Hongarije slaagde erin het leeuwendeel van Oost-Europa te verenigen. In 1370 was hij niet alleen koning van Groot-Hongarije maar ook van Polen. Helaas voor hem had hij geen mannelijke opvolger. Zijn oudste dochter Maria trouwde in 1385 met Rooms keizer Sigismund en zijn jongste dochter Hedwig huwde met koning Wladislaus II Jagiello van Litouwen.

#### Pools-Litouwse unie
Jagiello bekeerde zich tot het christendom en Litouwen en Polen ondertekenden de Unie van Krevo (1385). De Pools-Litouwse verhoudingen werden bij de Unie van Lublin in 1569 een permanente unie tussen het koninkrijk Polen en het groothertogdom Litouwen en ontstond het Pools-Litouwse Gemenebest.

#### Eenheid
In 1440 droeg Wladislaus van Varna de titel van Vorst van Polen en Litouwen, en van Hongarije en Kroatië.

## Turkenoorlogen
De eerste grote veldslag tegen het Ottomaanse Rijk was de Slag bij Varna in 1444, waarbij Wladislaus Varna om het leven kwam. In 1453 viel Constantinopel. Paus Calixtus III riep op tot een nieuwe kruistocht, deze maal tegen de Turken. De enige die thuis gaf was veldheer Johannes Hunyadi, die de Turken versloeg in het Beleg van Belgrado (1456). Uit erkentelijkheid schonk Paus Calixtus, Hongarije aan de zoon van Johannes Hunyadi, Matthias Corvinus, na de dood van Ladislaus Posthumus.

### Huis Jagiello
Na de dood van Matthias Corvinus werden Hongarije, Kroatië, Bohemen, Polen en Litouwen geregeerd door de kinderen van Casimir IV uit het Huis Jagiello en Elisabeth van Oostenrijk uit het Huis Habsburg.
Om de band nog nauwer aan te trekken, ondertekende beide partijen het Eerste Congres van Wenen (1515) dat resulteerde in het dubbelhuwelijk, Lodewijk II van Hongarije met Maria van Habsburg en Ferdinand van Habsburg met Anna van Bohemen en Hongarije.

### Verlies van Hongarije

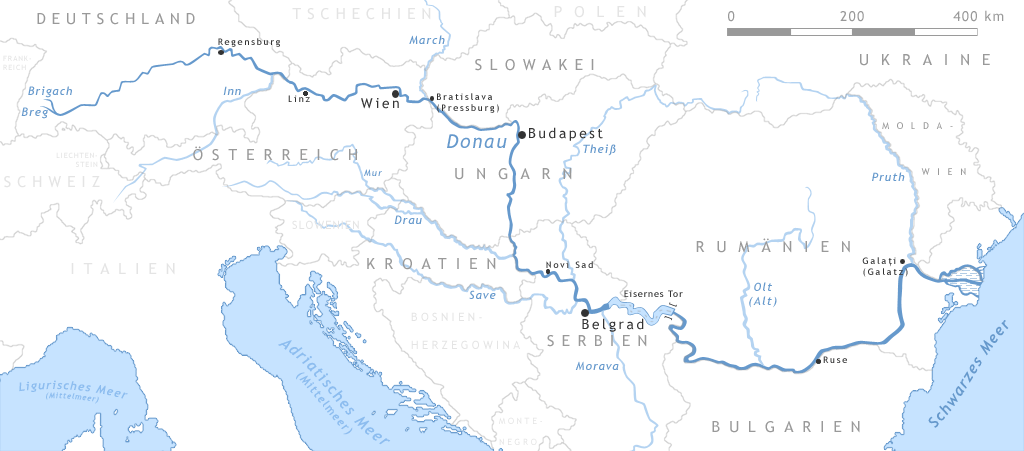
Loop van de Donau

De vader van Süleyman I, Selim I had de oppervlakte van het Ottomaanse Rijk verdrievoudigd. De taak van Süleyman was het rijk te consolideren. In het noorden had hij zich voorgenomen de Donau als noordgrens ten nemen. In 1521 veroverde hij Belgrado. De reactie van de zwakke Lodewijk II van Hongarije was traag. Gestaag veroverden de Ottomanen terrein, richting Budapest. Beide partijen troffen elkaar in de Slag bij Mohács (1526), waarbij Lodewijk het leven liet en de Ottomanen, Boedapest veroverden. Johan Zápolya, vojvoda van Zevenburgen, nam de vrijgekomen plaats in . Aartshertog Ferdinand van Habsburg heroverde Boedapest en verdreef Johan Zápolya, die vluchtte naar het Ottomaanse kamp. De tegenreactie zal niet lang op zich laten, wat volgde is het Beleg van Wenen (1529), wat mislukte en een tweede maal in 1532.
De Kleine Oorlog in Hongarije zal nog duren tot het Beleg van Szigetvár in 1566, waar Süleyman stierf.

### Herverdeling

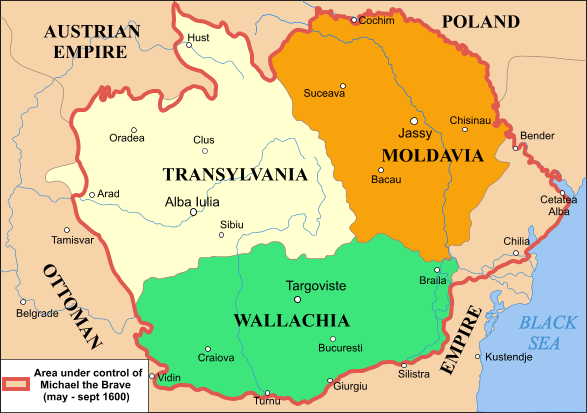

Na het verdrag van Adrianopel (1568) werd Oost-Europa herverdeeld. In het noorden werd het Pools-Litouwse Gemenebest gecreëerd, het Ottomaans Hongarije bestond uit het Vorstendom Transsylvanië, Vorstendom Walachije en het Vorstendom Moldavië, de Habsburgers hielden nog het Koninkrijk Hongarije en het Koninkrijk Kroatië over.
De woiwode van Transsylvanië, Stefanus Báthory huwde in 1576 met Anna Jagiello en werd zo koning van het Pools-Litouwse Gemenebest. Na de dood van het kinderloos echtpaar ging het Gemenebest naar de zoon van de zus van Anna, Catharina Jagiello, Sigismund van Zweden.

### Transsylvanië tussen hamer en aambeeld
Wat begon met schermutselingen in de Balkan, zal uitmonden in de Vijftienjarige Oorlog tussen het Habsburgse en het Ottomaanse Rijk. Paus Clemens VIII riep een nieuwe kruistocht uit, in steun voor Sigismund Báthory, die een huwelijk met Maria Christina van Oostenrijk, een nicht van Keizer Rudolf II aanging en zo Transsylvanië in het katholieke kamp bracht. Sigismund zal later overlopen naar het Ottomaanse kamp en de Hongaarse protestanten zullen op het eind van de oorlog zich tegen de Habsburgers keren. Het Verdrag van Wenen (1606) zal de plooien met de Protestanten glad strijken en de Vrede van Zsitvatorok met de Ottomanen. Nadien was Transsylvanië min of meer een autonome regio en beleefde het zijn gouden jaren.
Tijdens de regeerperiode van Keizer Ferdinand II (1619-1637) geraakte Hongarije volop verwikkeld in de Dertigjarige Oorlog, terwijl in het Pools-Litouwse Gemenebest tijdens de regering van Wladislaus Wasa (1632-1648) op enkele schermutselingen met Rusland (1632-33) en het Ottomaanse Rijk (1633-34) na, er relatieve rust heerste.

### Einde van de Poolse Gouden Eeuw
Jan II Casimir, de halfbroer van Wladislaus Wasa had meer religieuze dan politieke ambities. Na een mislukte oogst en de onderdrukking van de Roetheense bevolking, brak er onder leiding van de Oekraïense kozak Bogdan Chmelnitski een opstand uit. Tussen 1654 en 1667 zal het Pools-Litouwse Gemenebest overspoeld worden door Zweden en Rusland. (Zie Pools-Russische Oorlog (1654-1667) en de Noordse Oorlog (1655-1660)). Het Verdrag van Androesovo (1667) zal uiteindelijk leiden tot de opdeling van Oekraïne met Rusland.

### Jan III Sobieski, redder van het Europees christendom
Na het debacle van Jan II ontstond er een troonstrijd, waarvan de Ottomanen profiteerden om het land binnen te vallen. Uit pure noodzaak werd Jan III Sobieski, een bekwame generaal, die zijn strepen had verdiend in oorlogen tegen de Krim-Tataren en Kozakken, tot koning verkozen, op 2 februari 1676. Het verdrag van Żurawno beëindigde de oorlog met de Ottomanen.
In 1678 kwam de protestant Imre Thököly in opstand tegen de Habsburgers in Hongarije en zocht steun bij het Ottomaanse Rijk. Dit zal uitmonden in de Grote Turkse Oorlog, beginnende met het Beleg van Wenen (1683). Keizer Leopold I vond een bondgenoot in Jan Sobieski, die met succes de slag won. Als dank wijdde Paus Innocentius XI aan deze overwinning, het feest van de Heilige Naam van Maria. Het jaar erop werd een nieuwe Heilige Liga opgericht. Jan zal helaas het einde van de Grote Turkse Oorlog niet meemaken. Hij stierf aan een hartaanval in 1697.

### Volgende troonstrijd
De Lutheraan Frederik August van Saksen had zich tijdens de Negenjarige Oorlog (1688-1697) aan de zijde van de Habsburgers geschaard.
Hij werd uitgenodigd om de Heilige Liga te vervoegen tegen de Turken, maar moest zich daarom eerst tot het katholicisme bekeren, wat hij ook deed. Als beloning werd hij in 1697 Koning van Polen.
In 1702 raakte Polen betrokken in de Grote Noordse Oorlog. Karel XII van Zweden zette zijn stroman Stanislaus Leszczyński op de Poolse troon. In 1709 tijdens de Slag bij Poltava vluchtte Karel naar het Ottomaanse Rijk en kon August terug keren als vazal van Rusland.
Intussen huwde Lodewijk XV van Frankrijk met de dochter van Stanislaus Leszczyński. Toen August II stierf in 1733, steunde Frankrijk, Stanislaus bij het heroveren van de Poolse troon. Wat volgt is de Poolse Successieoorlog (1733-1738). Het Verdrag van Wenen (1738) bepaalde dat August III, de zoon van August II, koning werd van Polen.

### Einde van het onafhankelijke Transsylvanië
Na het Beleg van Wenen konden de Habsburgers, de Ottomanen beetje bij beetje terugdrijven en Hongarije inpalmen. Frans II Rákóczi probeerde met een opstand de onafhankelijkheid van Transsylvanië te vrijwaren, helaas. Met de Vrede van Szatmár van 1711 werd Transsylvanië een onderdeel van Habsburgse Rijk.

### Einde van het Pools-Litouwse Gemenebest

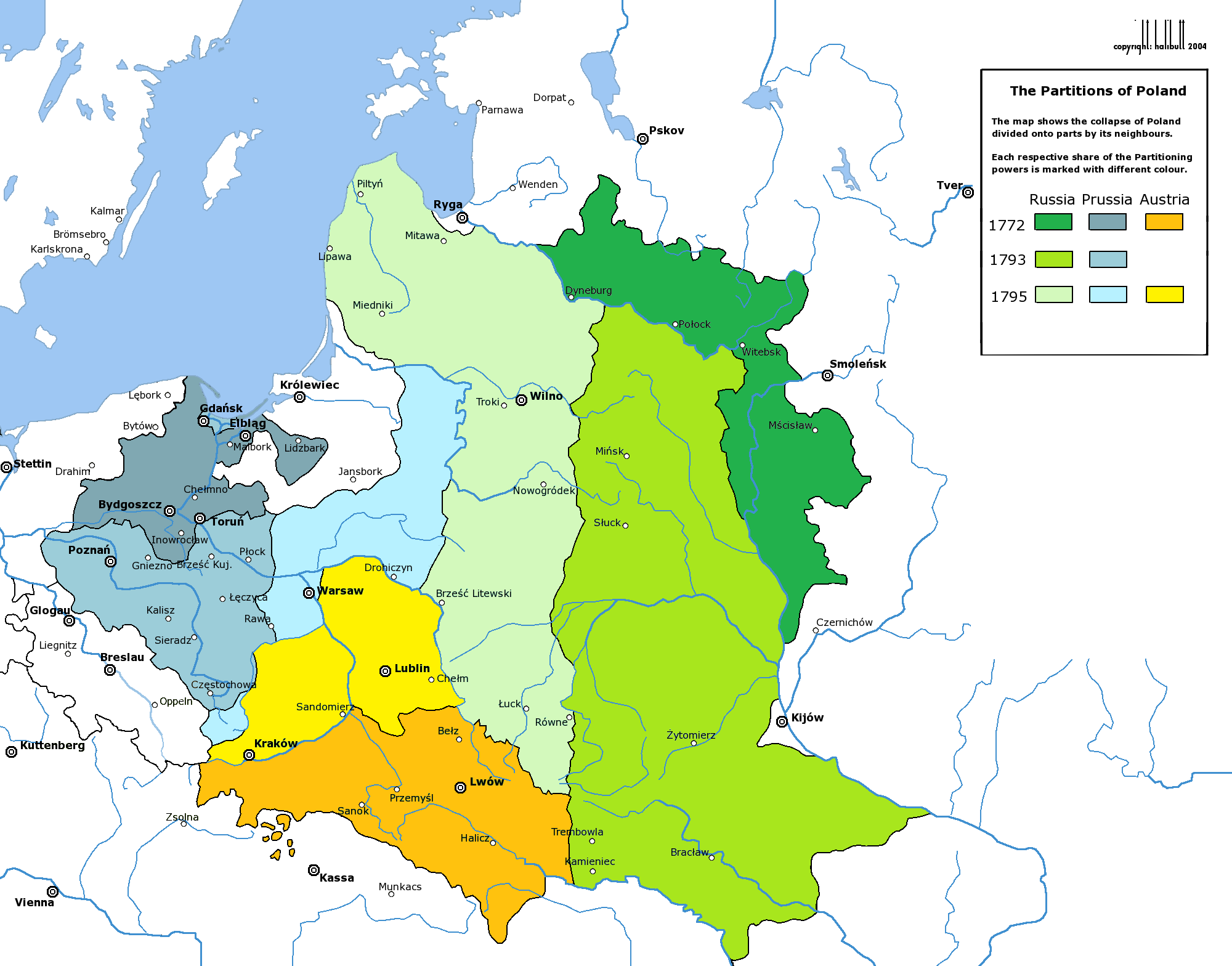
Poolse opdeling

Met de Oostenrijkse Successieoorlog (1740-1748) kregen we een nieuwe speler in Oost-Europa, met name Pruisen. Na de dood van koning August III van Polen (1763) zette Catharina II van Rusland haar stroman Stanislaus August Poniatowski op de Poolse troon. De overweldigende Russische overwinningen in de Russisch-Turkse Oorlog van 1768 brachten dit land in conflict met Oostenrijk, dat verontrust was door de Russische opmars bij de Donau. De Pruisische koning Frederik de Grote buitte de situatie uit en stelde zich als bemiddelaar op. Hij stelde voor Polen op te delen. Dit gebeurde in drie stappen. Rusland, Oostenrijk en Pruisen verdeelden het land onder elkaar en in 1795 hield het Pools-Litouwse Gemenebest op te bestaan.

## Periode 1795 - 1918

### Napoleontische tijd
Het Heilige Roomse Rijk werd officieel ontbonden op 6 augustus 1806 en leefde verder onder de naam keizerrijk Oostenrijk.
Met de Vierde Coalitieoorlog (1806-1807) verklaarden Pruisen en Rusland, Napoleon Bonaparte de oorlog. De Vrede van Tilsit was vooral zeer vernederend voor Pruisen, dat de helft van zijn grondgebied verloor, waaronder Polen.
Napoleon en de Russische tsaar Alexander tekenden op 7 juli een vredesverdrag waarmee ze van vijanden in bondgenoten veranderden. Rusland sloot zich aan bij het Continentaal Stelsel en verklaarde de oorlog aan Groot-Brittannië.
In 1807 ontstonden de vrije stad Danzig en het hertogdom Warschau, beide Franse vazalstaten.

### Congres van Wenen
De Napoleontische oorlogen werden beëindigd met het Congres van Wenen, waarbij Oost-Europa nog eens werd hertekend en voornamelijk Polen. Het napoleontische Hertogdom Warschau kwam in Russische handen en kreeg de naam Congres-Polen, die in 1831 zijn autonomie verloor. Het Groothertogdom Posen werd in 1848 bij Pruisen ingelijfd en de republiek Krakau in 1846 bij Oostenrijk.

### Opstanden
In het Revolutiejaar 1830 brak ook in Polen een opstand uit. De Novemberopstand was een reactie op het repressieve bewind van de Tsaar. Nicolaas I was genoodzaakt om troepen naar Polen te zenden. De opstand spreidde zich uit naar Litouwen, Wit-Rusland en Oekraïne.
Nicolaas verpletterde de opstand, schafte de Poolse grondwet af, en degradeerde Polen tot een Russische provincie en begon een beleid van repressie van katholieken. Ook werden de Polen uit overheidsfuncties ontslagen en het Pools als taal van bestuur en onderwijs sterk teruggedrongen. Het is het begin van de Grote emigratie (1831-1870), waarbij een groot deel van de elite Polen ontvluchtte.
De Revoluties in 1848 in de Habsburgse gebieden begonnen in Oostenrijk toen de Hongaarse leider Lajos Kossuth op 3 maart openlijk de Habsburgse politiek veroordeelde en hervormingen eiste. Toen de regering in Wenen door burgers opgestelde petities voor liberale hervormingen weigerde, braken er op 13 maart rellen uit. Op diezelfde dag trad de gehate kanselier Metternich, symbool van de oude orde, af en ontvluchtte het land. Keizer Ferdinand I beloofde op 15 maart het afschaffen van de censuur en het bijeenroepen van een nationale vergadering. Op 25 april werd er een nieuwe grondwet voorgesteld. De situatie in Hongarije mondde uit in een oorlog. De Hongaarse Rijksdag proclameerde op 14 april 1849 de volledige onafhankelijkheid en verklaarde Frans Jozef I niet als koning te erkennen. Lajos Kossuth werd tot gouverneur-president verkozen. De Oostenrijkse regering riep hierop de hulp van Rusland in en smoorde de Hongaarse opstand met hulp van Russische troepen onder Ivan Paskevitsj uiteindelijk in augustus 1849. Op 6 oktober 1849 werden veertien revolutionairen, onder wie Batthyány, geëxecuteerd.
Ook in het Groothertogdom Posen, een voormalig deel van Polen, brak er tussen maart en mei 1848 een opstand uit. Eigenlijk was het een onderdeel van Pruisen, die de rechten voor Poolse burgers niet erkende. De naam van het groothertogdom werd vervangen door de naam Provincie Posen tijdens de Pruisische grondwet in 1848.
De Krimoorlog (1853-1856), een pijnlijke nederlaag voor Rusland, werd afgesloten met de Vrede van Parijs (1856), daar werd onder ander gedebatteerd over de teruggave van Bessarabië aan Moldavië, ingepalmd door Rusland. Onder instigatie van Alexander Jan Cuza werd er gestreefd naar een vereniging van Walachije, Moldavië en Roemenië (1859). In 1862 vormden deze gebieden samen Roemenië. In datzelfde jaar werd de algemene dienstplicht ingesteld voor alle jonge Poolse mannen in het Russisch leger, het begin van de Januariopstand.
Na het verlies van Oostenrijk in de Oostenrijks-Pruisische Oorlog (1866) kwam het Hongaars vraagstuk weer op de proppen. De eis tot meer autonomie werd geregeld door een compromis, het oprichten van een dubbelmonarchie, Oostenrijk-Hongarije.

### Eerste Wereldoorlog
De moord op 28 juni 1914 op aartshertog Frans Ferdinand van Oostenrijk, de troonopvolger van Oostenrijk-Hongarije, door een Bosnisch-Servische nationalist, was uiteindelijk de aanleiding tot de oorlog. De moord resulteerde in een Habsburgs ultimatum aan Servië. Verschillende bondgenootschappen die waren gevormd tijdens de voorafgaande decennia werden ingeroepen, zodat binnen een paar weken de grootmachten in oorlog waren. De oorlog begon op 29 juli 1914 met het Beleg van Belgrado. Rusland schoot Servië ter hulp, het Balkanfront begon zich te vormen. In oktober 1915 sloten de Bulgaren zich aan bij de centralen. Pas in september 1916 trad Roemenië in de Eerste Wereldoorlog. De terugtrekking van Rusland uit de oorlog in 1917, door de Russische Revolutie, deed de balans omslaan. Een deel van Oekraïne profiteerde van de situatie om zich onafhankelijk te verklaren. Op 3 maart 1918 werd de Sovjetrepubliek gedwongen de Vrede van Brest-Litovsk te ondertekenen. Grote delen van Rusland gingen over naar de Centralen.

## Periode 1919 - 1989

### Interbellum
Op de dag van de wapenstilstand herrees Polen uit zijn as. De grenzen tussen Polen en Sovjet-Rusland waren in de Vrede van Versailles niet vastgelegd. De Russische Revolutie van 1917, het ineenstorten van het Russische Rijk, het Duitse Rijk en Oostenrijk-Hongarije, de Russische Burgeroorlog, de terugtrekking van de centrale mogendheden uit het oostfront van de Eerste Wereldoorlog en de pogingen van Oekraïne en Wit-Rusland om onafhankelijk te worden waren voor het Poolse staatshoofd Józef Piłsudski redenen genoeg om de Poolse grenzen zo ver als mogelijk naar het oosten op te schuiven, met name over Oekraïne heen, gevolgd door het stichten van een door Polen geleide federatie, Międzymorze. Een buffer tegen de wederkomst van zowel het Russisch als Duits imperialisme. Lenin daarentegen zag Polen als een brug, waarlangs het Rode Leger andere communistische bewegingen in Europa kon bijstaan, en zo andere revoluties kon bewerkstelligen met name in Duitsland en Italië. Het was Lenins bedoeling om zo over land contact te maken met deze communistische bewegingen. Zo konden sterke communistische bewegingen met wapens en andere hulp gevormd worden ten behoeve van de wereldrevolutie. Beide landen vlogen elkaar in de haren in de Pools-Russische Oorlog (1919-1921).
Het stof in de andere Oost-Europese landen was ook nog niet gaan liggen. Het duurde tot het Verdrag van Trianon in 1920 tot er wat rust kwam. De verliezer was Hongarije, de winnaar Roemenië. Roemenië verwierf Transsylvanië en werd daarmee, Groot-Roemenië, Hongarije werd terug een koninkrijk. Op 12 juni van hetzelfde jaar werd ook de Republiek Litouwen erkend. Slowakije werd deel van de nieuwe staat, Tsjecho-Slowakije.
In december 1922 werd de Sovjet-Unie opgericht en daarmee de socialistische sovjetrepublieken Oekraïne en Wit-Rusland werden hierbij opgeslorpt.

### Tweede Wereldoorlog
De Poolse onafhankelijkheid was nog niet verteerd. Net voor de oorlog bleven er nog twee van de voormalige bezetters over, Nazi-Duitsland en de Sovjet-Unie. Hoe ze de koek zouden verdelen, was nog niet duidelijk. Het Molotov-Ribbentroppact was een voorbode voor het Duits-Sovjet-Russisch grens- en vriendschapsverdrag. Op 1 september 1939 viel Duitsland Polen binnen en op 17 september begon de Sovjet-aanval op Polen.
Vervolgens marcheerden de Sovjettroepen op 15 juni 1940 Litouwen binnen. Roemenië werd onder de twee mogendheden verdeeld.
Door de snelle opmars van de Duitsers aan het Westfront en de beperkte tegenstand in het oosten, kwamen beide partijen tegenover elkaar te staan. Het verlies van de Slag om Engeland en daarop volgende zeeblokkade bracht met zich mee, dat nazi-Duitsland op termijn afgesneden was van olie en vele essentiële grondstoffen. Beter dan afhankelijk te zijn van Stalins aalmoezen (in de vorm van leveranties van graan en aardolie) kon Duitsland zich het noodzakelijke Lebensraum door oorlog verschaffen. Met Operatie Barbarossa op 22 juni 1941 begon de Oostfront oorlog. Hongarije sloot zich in 1941 aan bij de asmogendheden. Na een succesvol begin voor de Duitser, zal de Slag om Stalingrad (1942-1943) het keerpunt worden van de oorlog. Uiteindelijk bereikte het Sovjetleger, na Rusland en grote delen van Oost-Europa bevrijd te hebben, Berlijn. De Slag om Berlijn eindigde met de zelfmoord van Hitler en op 2 mei hees sergeant Meliton Kantaria van het Rode Leger de Sovjetvlag op het dak van de Duitse Rijksdag.

### Koude Oorlog
In 1945 gingen de grootmachten, de Verenigde Staten, het Verenigd Koninkrijk en de Sovjet-Unie samen aan tafel zitten om de toekomst van Duitsland en situatie van Europa te bespreken, die zou ontstaan na afloop van de oorlog. Tijdens de Conferentie van Jalta werd de oostgrens van Polen, de Curzonlijn vastgelegd en tijdens de Conferentie van Potsdam, de westgrens, de Oder-Neissegrens. De Sovjet invloedssfeer wordt vanaf nu, het Oostblok genoemd. Na de oorlog werden de Duitsers uit het Oostblok verdreven. In al de landen kwam de Communistische partij aan de macht en werden ze een voor een volksrepubliek. Litouwen reeds in 1944, Roemenië in 1947, Hongarije in 1949 en Polen in 1952. In landen die niet meewillend waren, werd er ingegrepen, zoals de Praagse Coup in 1948.
Stalin stierf op 5 maart 1953. Zijn opvolger Nikita Chroesjtsjov gaf op 25 februari 1956 in een toespraak harde kritiek op Jozef Stalin, voornamelijk op de Grote Zuivering in de jaren ’30 en zijn persoonsverheerlijking. De toespraak was de aanzet tot verdere destalinisatie in de Sovjet-Unie. Standbeelden en schilderijen van Stalin werden van prominente plaatsen verwijderd. Tevens veranderde de berichtgeving over Stalin in de Russische pers en in de satellietlanden. Dissidenten en Duitse krijgsgevangenen werden vrijgelaten, de inwoners kregen meer vrijheden. Deze maatregelen hadden wel tot gevolg dat er in Polen en Hongarije opstanden uitbraken, die werden hardhandig door het Rode Leger de kop ingedrukt.
Het Oostblok richtte als reactie op de herbewapening en het NAVO-lidmaatschap van de Bondsrepubliek Duitsland het Warschaupact op. Op 14 mei 1955 werd het Verdrag van Warschau getekend door de Sovjet-Unie en alle communistische landen van Europa, behalve Joegoslavië. De Brezjnevdoctrine kwam na de Praagse Lente in 1968 en bepaalde dat het geen enkel land was toegestaan om het Warschaupact te verlaten.
In 1976 verhoogde de regering in Polen de prijzen van boter, graan en suiker. Daar de lonen vast lagen, hielden de bevolking op het eind van de maand minder over, dat leidde tot de Poolse volksopstand van juni 1976. In 1979 bracht de nieuw verkozen Poolse Paus Johannes Paulus II een bezoek aan zijn geboorteland. Miljoenen landgenoten kwamen voor hem op de been. In 1980 richtte Lech Wałęsa de vakbond Solidarność op, een niet-aflatende bron van kritiek naar het regime toe. Moskou stuurde Wojciech Jaruzelski, die de macht greep op 13 december 1981. De vakbond Solidarność werd verboden en hervormingen werden teruggedraaid.
Michail Gorbatsjov kwam in 1985 aan de macht in de Sovjet-Unie en liet de teugels voorzichtig vieren. Hij pleitte voor 'uskorenie' (economische intensivering), 'glasnost' (openheid) en 'perestrojka' (hervorming) en voerde in het buitenlands beleid 'het nieuwe denken' in. Hij had hiermee krachten losgemaakt, die hij al snel zelf niet meer onder controle had. De partijbazen in de deelstaten, begonnen zich al snel steeds onafhankelijker van het centrale gezag in Moskou op te stellen. Ondanks zijn (late) pogingen om nog met harde hand de onafhankelijkheidsbewegingen in de verschillende republieken de kop in te drukken kwam te laat. Er was een proces op gang gekomen dat niet meer te stoppen was.

## Sinds 1989
De val van het communisme begon al zingend in de voormalige Sovjet-republieken Estland, Letland en Litouwen. Het eerste land waar een politieke omwenteling plaatsvond was Polen in 1989. Daarna volgden Hongarije, Die Wende in de DDR, de Fluwelen Revolutie in Tsjecho-Slowakije en de Roemeense Revolutie. Litouwen riep de onafhankelijkheid uit op 11 maart 1990.
Op 15 februari 1991 richtten Hongarije, Polen en Tsjecho-Slowakije de Visegrádgroep op. Op 1 juli werd het Warschaupact ontbonden en op 19 augustus vond de Augustusstaatsgreep in Moskou plaats. Boris Jeltsin werd president van de Russische Federatie. Onmiddellijk daarna riepen Oekraïne, Wit-Rusland, Moldavië de onafhankelijkheid uit.
In 1993 splitste Tsjecho-Slowakije zich op vreedzame wijze op in Tsjechië en Slowakije.
In 1999 traden Polen en Hongarije toe tot de NAVO.

## 21st eeuw
In 2004 traden Hongarije, Litouwen, Polen en Slowakije toe tot de Europese Unie en werden Litouwen, Slowakije en Roemenië lid van de NAVO. Roemenië trad drie jaar later in 2007 samen met Bulgarije ook toe tot de EU. In datzelfde jaar werden Hongarije, Litouwen, Polen en Slowakije lid van Schengen. In Slowakije werd in 2009 de Slowaakse kroon door de Euro vervangen. Litouwen volgde in 2015, waar de Litouwse litas werd vervangen.
Oekraïne land tussen hamer en aambeeld viel uit de boot. Nadat de tweede ronde van presidentsverkiezingen van 2004 op een farce was uitgedraaid vond in Oekraïne de Oranjerevolutie plaats. In de winter 2014 vond in Oekraïne opnieuw een revolutie plaats, de Revolutie van de Waardigheid, met als aanleiding het niet ondertekenen van het associatieovereenkomst tussen de Europese Unie en Oekraïne. De spanningen tussen Rusland en Oekraïne namen alleen toe en leidde tot de Russisch-Oekraïense Oorlog. In 2014 annexeerden de Russen de Krim. Russisch gezinde opstandelingen wisten de steden Donetsk en Loehansk in handen te krijgen, alsmede het gebied ten zuidoosten daarvan tot aan de Russische grens, alwaar zij de volksrepubliek Donetsk en de volksrepubliek Loegansk uitriepen om als de Krim een deel van Rusland te worden.